# Jakub Říha
Jakub Říha (né le 27 février 1992) est un coureur cycliste tchèque, spécialiste du VTT. Il est notamment champion d'Europe de four cross en 2003, et médaillé de bronze aux mondiaux 2009.

## Palmarès en VTT

### Championnats du monde
- Canberra 2009
  -  Médaillé de bronze du four cross
- Leogang 2014
  - 7e du four cross

### Championnats d'Europe
- Pamporovo 2003
  -  Champion d'Europe de four cross

### Championnats de Tchéquie
- 2010
  - 3e de la descente juniors
- 2011
  -  Champion de Tchéquie du four cross